# Diaphorostylus nasica
Diaphorostylus nasica är en tvåvingeart som först beskrevs av Samuel Wendell Williston  1888.  Diaphorostylus nasica ingår i släktet Diaphorostylus och familjen vapenflugor. Inga underarter finns listade i Catalogue of Life.